# Ангола на Летњим олимпијским играма 2024.
Ангола је учествовала на Летњим олимпијским играма 2024. у Паризу од 26. јула до 11. августа . Ово је једанаести наступ нације на Летњим олимпијским играма, од званичног дебија нације 1980. године, осим 1984. године, због бојкота СССР-а .

## Учесници по спортовима
| Спорт      | Мушкарци | Жене | Укупно |
| ---------- | -------- | ---- | ------ |
| Атлетика   | 1        | 0    | 1      |
| Веслање    | 1        | 0    | 1      |
| Једрење    | 2        | 1    | 3      |
| Кану       | 2        | 0    | 2      |
| Пливање    | 1        | 1    | 2      |
| Рукомет    | 0        | 14   | 14     |
| Џудо       | 1        | 0    | 1      |
| 7 спортова | 8        | 16   | 24     |

## Атлетика
| Атлетичарка   | Дисциплина     | Квалификације | Квалификације | Финале           | Финале           |
| Атлетичарка   | Дисциплина     | Резултат      | Пласман       | Резултат         | Пласман          |
| ------------- | -------------- | ------------- | ------------- | ---------------- | ---------------- |
| Маркос Сантос | Мушкарци 100 м | 10.40         | 7             | Није се пласирао | Није се пласирао |